# Trankebar
Tranquebar eller Trankebar kendes som en del af Dansk Ostindien, og i Indien under navnet Tarangambadi. Tranquebar er i dag en sydindisk fiskerlandsby, beliggende på Coromandelkysten ca. 300 km syd for Chennai (tidl. Madras) i delstaten Tamil Nadu, i det sydøstlige Indien. Mellem 1620−1845 var Tranquebar en dansk handelskoloni.

## Historie

### Baggrund
Den danske konge Christian IV ønskede at gøre Danmark-Norge til en kolonimagt på linje med de øvrige europæiske stormagter. I 1618 blev en flåde sendt af sted, under ledelse af adelsmanden Ove Giedde, for at indlede de danske handelsforbindelser i Ostindien. Efter en lang og hård sejlads ankom flåden til Ceylon (i dag Sri Lanka) i forventning om at få tildelt eneretten over øens handel med europæerne. Dette lykkedes dog ikke. I stedet modtog Ove Giedde besked fra generaldirektøren i Det dansk Ostindiske Kompagni, Roland Crappe, om at danskerne kunne opnå handelsrettigheder i Sydindien. Ove Giedde forlod således Ceylon og rejste til Naikens palads i Tanjore i Indien.
I 1600-tallet var Nordindien en del af det store Mogulrige, og Sydindien var delt i en række uafhængige fyrstestater. Naiken i Tanjore regerede således over en del af det østlige Sydindien, og efter langstrakte forhandlinger med ham lykkedes det Ove Giedde og Roland Crappe at få lov til at etablere en handelskoloni i den lille fiskerlandsby Tranquebar. Til gengæld for dette skulle danskerne betale fyrsten en fast årlig afgift og måtte fremover forhandle nye privilegier med ham. Fyrsten kunne derved styre og udvikle handlen indenfor sit område samt skabe en modvægt til portugisernes indflydelse.

### Handelskoloni
Fra begyndelsen var det meningen, at Tranquebar skulle fungere som en handelskoloni – dvs. som et fast holdepunkt og springbræt for videre handelsekspansion i det øvrige Asien. Særlige vigtige varer var sukker, det blå farvestof indigo, krydderier som peber, kanel, kardemomme samt bomuld og silke. Handelens udgifter skulle dækkes via skatter og afgifter, som lokalbefolkningen i Tranquebar blev pålagt at betale.

### Missionsvirksomhed
I koloniens glansperiode, i slutningen af 1700-tallet, var der over to hundrede udstationerede europæere i Tranquebar, og kolonien fungerede som hovedsæde for dansk handel andre steder i Indien samt Indonesien, Kina, Thailand og Persien.
Til Tranquebar blev i 1705 udsendt de tyske missionærer Bartholomäus Ziegenbalg og Heinrich Plütschau som udtryk for den danske konges omsorg for alle sine undersåtters religiøse liv. Det var de første missionærer, som udsendtes af en luthersk kirke. De oprettede bl.a. et trykkeri, som udover kristen pietistisk litteratur også i de første 100 år af dets levetid havde trykt over 300 bøger på tamilsk.
I 1800-tallet begyndte det imidlertid at gå tilbage for den danske handel, og krigene imod England i begyndelsen af århundredet havde givet den danske flåde et alvorligt knæk. I 1845 besøgte ekspeditionsskibet Galathea Tranquebar, og skibets kaptajn Steen Bille strøg ved en officiel højtidelighed Dannebrog fra Dansborgs flagmast, idet Danmark havde solgt de danske besiddelser i Indien til englænderne. Det danske kolonieventyr i Indien havde dermed nået sin afslutning.
I dag eksisterer den gamle danske bydel stadig i Tarangambadi, med bl.a. byporten, Kongensgade, Posthusgade, guvernørens bolig samt det velbevarede danske fort Dansborg, bygget tilbage i 1600-tallet.

### Danske guvernører
Danske guvernører og deres forvaltningstid:
- Ove Gjedde (planlagde fæstningen 11. oktober 1620-13. februar 1621)
- Roland Crappe (14. december 1620-9. november 1636)
- Bernt Pessart (9. november 1636-5. september 1643)
- Willem Leyel (5. september 1643-1648)
- Paul Hansen Korsør (1648-7. september 1655)
- Eskild Andersen Kongsbakke (7. september 1655-1669)
- Henrik Eggers (1669-1673)
- Sivert Adeler (1673-oktober 1682)
- Axel Juel (oktober 1682-9. juli 1687)
- Wolff Heinrich von Calnein (9. juli 1687-oktober 1687)
- Christian Porck (oktober 1687-1689)
- Moritz Hartmann (1689-1690)
- Christian Porck (1690-1694)
- Claus Vogdt (1694-9. maj 1701)
- Andreas Andreæ (19. maj 1701-1701)
- Mikkel Knudsen Crone (1701-1702)
- Jørgen Hermandsen Bjørn (juli 1702-1704)
- Johan Sigismund Hassius (1. juli 1704-20. oktober 1716)
- Christen Brun-Lundegaard (20. oktober 1716-21. januar 1720)
- Christian Ulrich von Nissen (23. januar 1720-12. oktober 1726)
- Rasmus Hansen Attrup (12. oktober 1726-8. august 1730)
- Diderich Mühlenport (8. august 1730-1. august 1733)
- Poul Krisk Panck (1. august 1733-13. juli 1741)
- Ivar Bonsack (13. juli 1741-17. september 1744)
- Hans Ernst Bonsack (17. september 1744-5. september 1754)
- Hans Georg Krog (5. september 1754-10. august 1759)
- Christian Frederik Høyer (9. maj 1759-4. juli 1760)
- Herman Jacob Forck (4. juli 1760-27. april 1761)
- Hermann Abbestée (1 gang: 29. april 1761-14. februar 1775)
- David Brown (14. februar 1775-17. januar 1779)
- Hermann Abbestée (2 gang: 17. januar 1779-17. maj 1788)
- Peter Anker (17. maj 1788-7. februar 1806)
- Johan Peter Hermannson (1 gang: 7. februar 1806-13. februar 1808)
- Besat af England 13. februar 1808-20. september 1815
- Gerhard Sievers Bille (20. september 1815-19. november 1816)
- Johan Peter Hermannson (2 gang: 19. november 1816-15. februar 1822)
- Jens Kofoed (16. februar 1822-7. maj 1823)
- Ulrich Anton Schönheyde (7. maj 1823-7. marts 1825)
- Hans de Brinck-Seidelin (7. marts 1825-26. marts 1829)
- Lauritz Christensen (26. marts 1829-14. maj 1832)
- Conrad Emil Mourier (17. maj 1832-1. maj 1838)
- Johannes Rehling (1. maj 1838-18. juni 1841)
- Christian Tiemroth (18. juni 1841-15. september 1841)
- Peder Hansen (16. oktober 1841-7. november 1845)